# World Association of Medical Editors
La World Association of Medical Editors (WAME) è un'organizzazione internazionale basata su un coordinamento Internet e priva di sedi fisiche di riferimento, che fu fondata nel 1995 da un gruppo di volontari dell'International Committee of Medical Journal Editors (ICMJE), che giudicarono l'ICMJE «troppo piccola, elitaria e autoreferenziale».
Il battesimo dell'associazione avvenne il 16 marzo 1995 a Bellagio, durante una tre giorni di discussioni volte a stabilire le condizioni per una maggiore collaborazione internazionale fra gli editori di riviste mediche. All'evento presenziarono 22 editori presenti in 30 Paesi, tutti finanziati dalla Rockefeller Foundation, fra i quali era anche Iain Chalmers, uno dei co-fondatori della base di conoscenza Cochrane.
All'evento annuale può partecipare qualsiasi editore di almeno una rivista medica sottoposta a revisione paritaria.